# Furuholmen (vid Tronsböle, Raseborg)
Furuholmen är en ö i Finland. Den ligger i sjön Gennarbyviken och i kommunen Raseborg i den ekonomiska regionen  Raseborg  och landskapet Nyland, i den södra delen av landet, 100 km väster om huvudstaden Helsingfors. Öns area är 2,5 hektar och dess största längd är 220 meter i sydöst-nordvästlig riktning.